# Jádson Viera
Jádson Viera (vollständiger Name: Jádson Viera Castro) (* 4. August 1981 in Santana do Livramento) ist ein ehemaliger brasilianischer Fußballspieler.

## Karriere

### Verein
Der je nach Quelle 1,90 m, 1,92 m oder 1,93 m große Abwehrspieler Viera, der als Führungspersönlichkeit gilt, spielte von 2001 bis 2005 bei Danubio FC. In dieser Zeit gewann er 2004 die Uruguayischen Meisterschaft mit seinen Mitspielern. In der Meistersaison war Viera der einzige Spieler Danubios, der alle 39 Partien bestritt. In der Apertura 2005 absolvierte er dann vierzehn Spiele (ein Tor) für den mexikanischen Verein CF Atlante, kehrte anschließend aber in der Clausura 2006 zu Danubio zurück. In der Saison 2006/07 holte er dort seinen zweiten Meistertitel in der Primera División und stand dabei in 31 Ligaspielen (kein Tor) auf dem Platz. Von der Apertura 2007 bis zur Clausura 2010 stand er dann beim argentinischen Verein CA Lanús unter Vertrag und kam zu 65 Einsätzen (ein Tor) in Argentiniens 1. Liga. In dieser Zeit wurde sein Klub Meister des Torneo Apertura 2007. Von dort wechselte er 2010 in sein Geburtsland Brasilien und schloss sich CR Vasco da Gama an, wurde aber lediglich zweimal in der Liga eingesetzt (kein Tor). Zum Torneo Clausura 2011 kehrte er nach Uruguay zurück und spielt seither für Nacional Montevideo. Neben der Copa Bimbo 2011 gewann er bei den Bolsos auch seine dritte Uruguayische Meisterschaft in der Saison 2010/11 und begleitend dazu das Torneo Clausura 2010/11. Den Landesmeistertitel verteidigte man sodann in der Folgesaison. Bei den Bolsos wurde er in 22 Begegnungen des Ligabetriebs eingesetzt.
Viera erspielte sich auch in den internationalen südamerikanischen Vereinswettbewerben ein umfangreiches Einsatzprofil. So kam er für Danubio in den Copa-Libertadores-Wettbewerben der Saison 2005 und 2007 auf acht absolvierte Begegnungen. Im gleichen Wettbewerb wurde er in Reihen von Lanús 2009 und 2010 neunmal eingesetzt und spielte zudem dreimal in der Copa Sudamericana 2009. Auch für Nacional spielte er bereits drei Partien im 2011er-Copa Libertadores-Turnier.
Im Januar 2013 band er sich für ein Jahr an seinen vormaligen Arbeitgeber Danubio und absolvierte in der Clausura 2013 zehn Ligaspiele. In der Spielzeit 2013/14 bestritt er 18 weitere Erstligaspiele (kein Tor) für seinen Verein und gewann mit diesem die uruguayische Meisterschaft. In der Saison 2014/15 wurde er in drei Erstligaspielen (kein Tor) eingesetzt. Während der Spielzeit 2015/16 fand er keine Berücksichtigung in Pflichtspielen. Im Juli 2016 wechselte er zum Erstligaabsteiger Club Atlético Rentistas. In der Saison 2016 bestritt er bei den Montevideanern zehn Zweitligaspiele (kein Tor).

### Erfolge
- 5× Uruguayischer Meister (2004, 2006/07, 2010/2011, 2011/12, 2013/14)
- 4× Torneo Apertura (Uruguay) (2001, 2006, 2011, 2013)
- 4× Torneo Clausura (Uruguay) (2002, 2004, 2007, 2011)
- Torneo Clasificatorio (2004)
- Meister des argentinischen Tornero Apertura 2007
- Sieger Copa Bimbo 2011